# 圣地亚哥德卢卡纳马卡区
13°47′38″S 74°22′33″W / 13.79389°S 74.37583°W
聖地亞哥德盧卡納馬卡區（Santiago de Lucanamarca District）是秘魯的一個區，位於該國中南部阿亞庫喬大區的萬卡桑科斯省，始建於1965年1月29日，面積658.3平方公里，海拔高度3,489米，2005年人口3,310，人口密度每平方公里5人。